# Società italiana per il Mar Nero
La Società italiana per il Mar Nero era una società costituita nel 1920, con l'avallo del governo italiano, a scopo di supporto ai paesi europei confinanti con la Russia minacciati dall'estendersi della rivoluzione russa.

## Storia
La società venne fondata nel 1919 con il nome di Società italo-russa per il Mar nero da un eterogeneo gruppo di imprenditori e promotori di azioni internazionali a supporto della fazione rivoluzionaria bianca della Russia e dei paesi confinanti con essa con l'avallo ufficiale del governo Nitti; il suo capitale, di 3 milioni di lire dell'epoca, fu fornito prevalentemente dalla Banca Commerciale Italiana.
Lo scopo principale era la fornitura di materiali militari, strategici e logistici in funzione antisovietica in maniera similare a quanto veniva già fatto da parte di altre potenze europee come Francia e Inghilterra. Non erano esclusi anche motivi di ritorno quali interessi economici minerari e petroliferi e forniture industriali e ferroviarie. Nel 1920 la società cambiò ragione sociale costituendosi come Società italiana per il Mar Nero.
In seguito alla vittoria bolscevica, nel 1922, cessata la sua ragione primaria di esistenza la società venne messa in liquidazione; la procedura si concluse nel 1928 dopo che questa ebbe perfezionato la vendita di 35 locomotive a vapore alle Ferrovie dello Stato e 10 locomotive, dello stesso tipo, alle ferrovie polacche.